# Cachoeira de Pajeú
Cachoeira de Pajeú é um município brasileiro do estado de Minas Gerais, localizado a 720 km da capital. Sua população recenseada em 2022 era de 9 110 habitantes.

## História
No limitar da década de 1860,um cidadão por nome Ciríaco Xavier da Cruz, cheio de fé, bondade e pertinácia, montara residência em uma extensão de terra pré-colonizada, e que talvez já tivesse a denominação de "Fazenda Pajahú".
Nos arredores desse local, também já se presenciavam pequenos povoados, entre eles: Cateriogongo (Pingueira), Boca da Caatinga (atual Pedra Azul), Águas Vermelhas e Santa Rita(hoje Medina). Assim supõe-se que o Sr. Ciríaco, cercado por senhores poderosos e chefes supremos nos povoados acima citados, também resolveu criar os seus domínios.
Em 1863, ele, o Sr, Ciríaco e sua esposa, D. Ângela Maria da Cruz Lima, doaram a Nossa Senhora da Conceição um trato de terreno, na colina onde hoje situa-se a cidade, para ali ser construída a capela, que seria destinada ao culto da Santa, tornando esta a sua padroeira. Construída a capela, foram aparecendo as primeiras casas, tomando a feição de um arraial.
- Fundação: 30 de agosto de 1963 (61 anos)

Até 1989, Cachoeira de Pajeú chamava-se André Fernandes, que, antes de se emancipar, era distrito de Pedra Azul.

## Geografia
Localiza-se na mesorregião do Vale do Jequitinhonha.

### Rodovias
- BR-116
- BR-251

### Administração
- Prefeito:Geraldo Duarte de Sousa (2020-2024) [9]
- Vice-prefeito:Fernanda Soares Pena Ferraz
- Presidente da câmara de vereadores: Aelcio Virgens Santos